# Once’
《Once’》，是净土制作室目前进行制作的游戏，原为天苍妙所著的galgame剧本。2010年，净土制作室曾进行该游戏的制作，完成了本篇部分约80%，但由于鉴于经验、技术等原因，制作组发现没法达到原作剧本的效果，于是放弃制作。2013年7月发起重置计划。
2015年，该游戏在摩点网开启集资活动，目标筹集10000元人民币。2015年10月5日正式众筹结束，最终筹资173011元人民币。